# 蒙蒂斯克拉
蒙蒂斯克拉（法語：Montusclat，法語發音：[mɔ̃tyskla]）是法国上卢瓦尔省的一个市镇，属于勒皮区。

## 地理
蒙蒂斯克拉（45°0'48"N, 4°7'28"E）面积10.47 平方千米，位于法国奥弗涅-罗讷-阿尔卑斯大区上盧瓦爾省，该省份为法国中南部省份，北起多姆山省和卢瓦尔省，西接康塔爾省，南至洛泽尔省，东临阿尔代什省。
与蒙蒂斯克拉接壤的市镇（或旧市镇、城区）包括：尚克洛斯、圣弗龙、圣于连-沙普特伊。

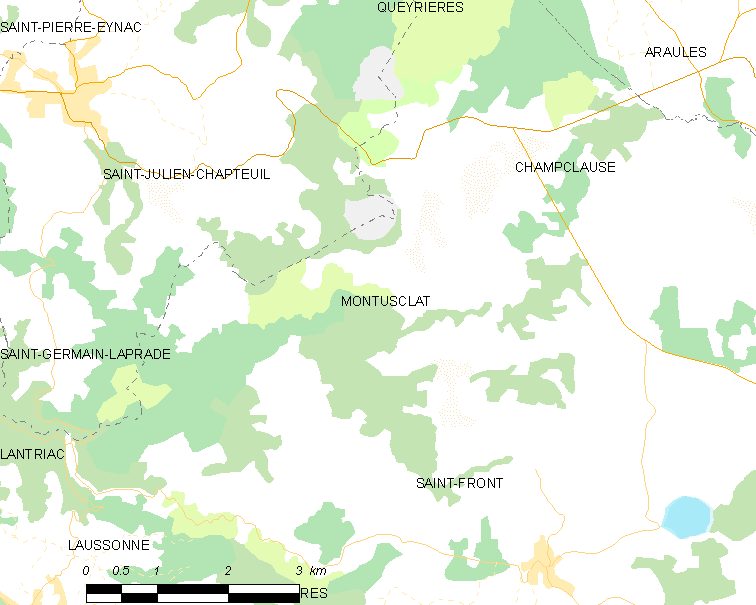
蒙蒂斯克拉的OSM定位图

蒙蒂斯克拉的时区为UTC+01:00、UTC+02:00（夏令时）。

## 行政
蒙蒂斯克拉的邮政编码为43260，INSEE市镇编码为43143。

## 政治
蒙蒂斯克拉所属的省级选区为梅藏县。

## 人口

1962-2008年间蒙蒂斯克拉人口变化图示

蒙蒂斯克拉于2022年1月1日时的人口数量为123人。